# Susanne Enderwitz
Susanne Enderwitz ist eine deutsche Islamwissenschaftlerin.

## Leben
Seit 2002 war sie Professorin an der Ruprecht-Karls-Universität Heidelberg am Seminar für Sprachen und Kulturen des Vorderen Orients (Islamwissenschaft/Arabistik). Seit 2018 ist sie emeritiert.
Ihre Schwerpunkte sind Literatur in Mittelalter und Moderne (Dichtung, Adab, Historiographie, Geographie, (Auto-)Biographie), Entstehung und Entwicklung des Islam (und Islamismus), Geschichte, Sozial- und Kulturgeschichte des Mittelalters, Kultur-, Geographie- und Literaturgeschichte des Meeres und Geschichte der arabischen Länder in der Moderne.

## Schriften (Auswahl)
- Gesellschaftlicher Rang und ethnische Legitimation. Der arabische Schriftsteller Abū ‘Utmān al-Ğāḥiẓ (gest. 868) über die Afrikaner, Perser und Araber in der islamischen Gesellschaft. Freiburg im Breisgau 1979, ISBN 3-924151-09-1.
- Liebe als Beruf. al-ʿAbbās Ibn-al-Aḥnaf und das Ġazal. Stuttgart 1995, ISBN 3-515-06790-6.
- Unsere Situation schuf unsere Erinnerungen. Palästinensische Autobiographien zwischen 1967 und 2000. Wiesbaden 2002, ISBN 3-89500-249-6.
- mit Wolfgang Schamoni (Hg.): Biographie als Weltliteratur. Eine Bestandsaufnahme der biographischen Literatur im 10. Jahrhundert. Heidelberg 2009, ISBN 978-3-86809-019-2.